# Amaranthus dubius
Espèce
Amaranthus dubius est une espèce plantes à fleurs de la famille des Amaranthaceae. Cette espèce est couramment dénommée épinards rouges, épinards chinois, ((zh)), amarante de rate, hon-toi-moi, yin choy, hsien tsai, ou Arai keerai (அரை கீரை) .
Il est originaire d’Amérique du Sud, du Mexique et des Antilles et largement introduit dans le monde entier. L’espèce est présente localement en France et en Allemagne et est naturalisée ou envahissante dans les régions tropicales de l’Île-du-Prince-Édouard.

## Description
Il atteint une taille de 80–120 cm. Ses variétés sont vertes, rouges, ainsi qu'avec des couleurs mélangées. La variété verte est pratiquement impossible à distinguer de Amaranthus viridis.
Il fleurit de l’été à l’automne sous les tropiques, mais peut fleurir toute l’année dans des conditions subtropicales. Il s’agit d’une espèce rudérale, que l’on trouve généralement dans des terrains vagues ou des habitats perturbés.
Amaranthus dubius est considéré comme un allopolyploïde morphologiquement déviant. Il est génétiquement très proche de Amaranthus spinosus et d’autres espèces de Amaranthus.

## En tant qu’aliment
Cette espèce est appréciée comme légume-feuille dans toute l’Asie du Sud et du Sud-Est ainsi qu’en Afrique. Il peut être consommé cru dans le thoran ou cuit dans le curry and bhajis.. En Ouganda, il est généralement cuisiné avec des oignons, des tomates et de la sauce aux arachides.

## Systématique
Le nom correct de ce taxon est Amaranthus dubius Mart..
Ce taxon porte en français les noms vernaculaires ou normalisés suivants : brède de Malabar, brède pariétaire, zépina péyi.
Amaranthus dubius a pour synonymes :
- Amaranthus dubius var. crassespicatus Suess.
- Amaranthus dubius var. flexuosus (Moq.) Thell.
- Amaranthus dubius var. xanthostachys (Moq.) Thell.
- Amaranthus dubius Mart. ex Thell.
- Amaranthus hybridus f. acicularis Suess.
- Amaranthus incomptus Willd.
- Amaranthus spinosus f. inermis Lauterb. & K.Schum.
- Amaranthus tortuosus Hornem.
- Amaranthus tricolor var. tristis (Willd.) Mehrotra, Aswal & B.S.Bisht
- Amaranthus tristis var. flexuosus Moq.
- Amaranthus tristis var. xanthostachys Moq.
- Amaranthus tristis Willd.